# 玉川峡
玉川峡（たまがわきょう）は和歌山県北部、紀ノ川支流の丹生川に位置する峡谷。行政上では伊都郡九度山町、橋本市に跨る。亀石、猿飛石などの奇岩、三ツ滝、丹生滝などの瀑布が連続する景勝で、和歌山県高野山町石道玉川峡県立自然公園の一部をなす。一帯は森林が鬱蒼と生い茂り、長らく秘境と呼ばれていたが、国道371号の整備によって一般観光客が簡単に訪れられるようになった。清流には鮎が棲み、蛍が飛び交う雄大な自然は現在も残されており、ハイキングコース、キャンプ地としても人気がある。
以前、紀伊丹生川ダム建設の候補地にもなっていたことで、地元の自然保護の気運が高まった。ダム建設は中止となった現在も玉川峡を守る会を中心として、自然保護運動が行われている。
近くを世界遺産の高野参詣道黒河道が通っている。